# MLB最佳陣容
MLB最佳陣容（英語：All-MLB Team），是美國職棒大聯盟每年頒獎的榮譽之一，其球員選拔是透過50%球迷投票以及50%媒體記者、退役球員及其他相關棒球人士的評選。此獎項由2019年開始頒發，先發投手會選出5位，後援投手選出2位，外野手選出3位，其他守備位置各選出一位。此外，也會選出一位指定打擊。

## 歷年陣容

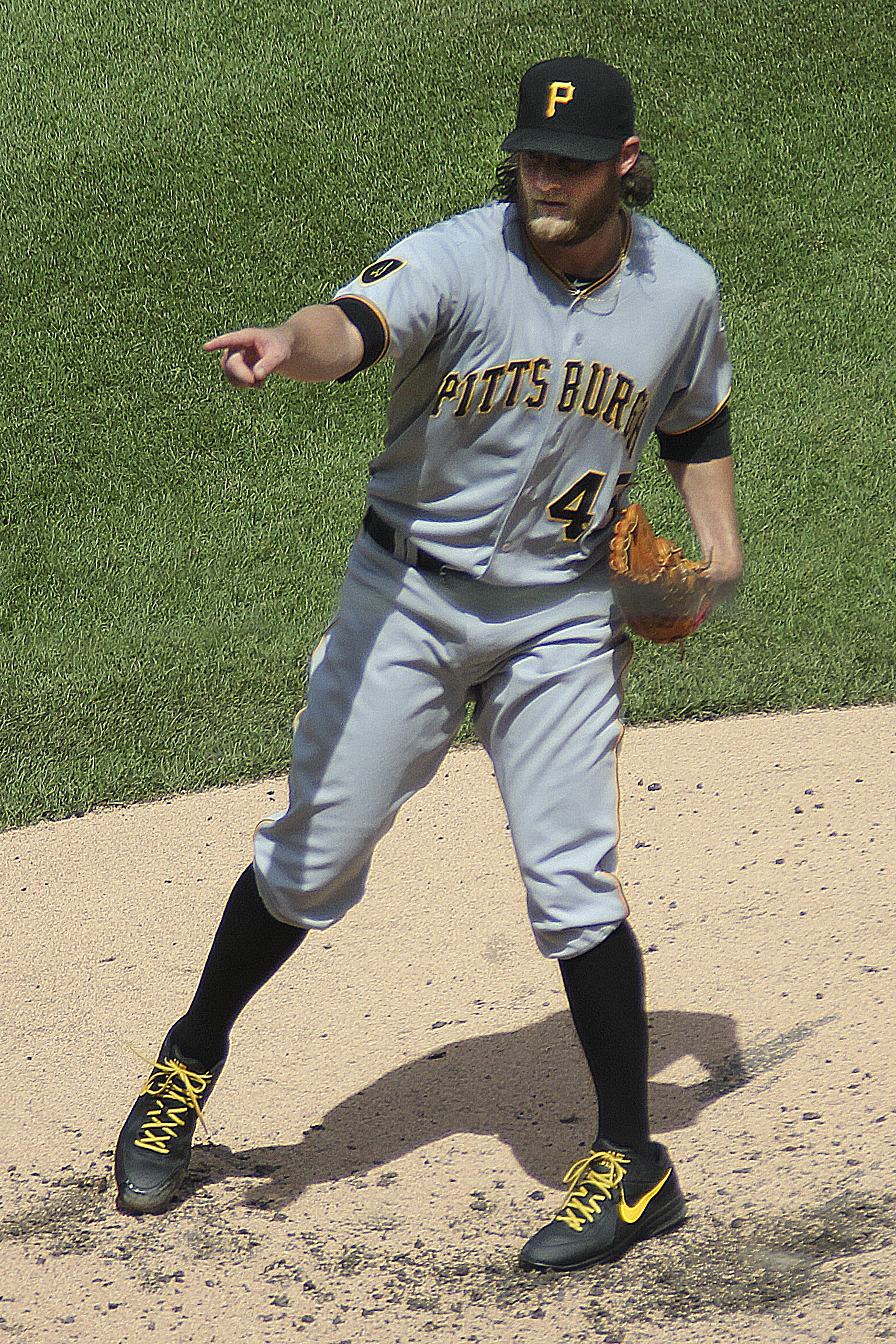
已入選3次MLB最佳陣容的格里特·柯爾

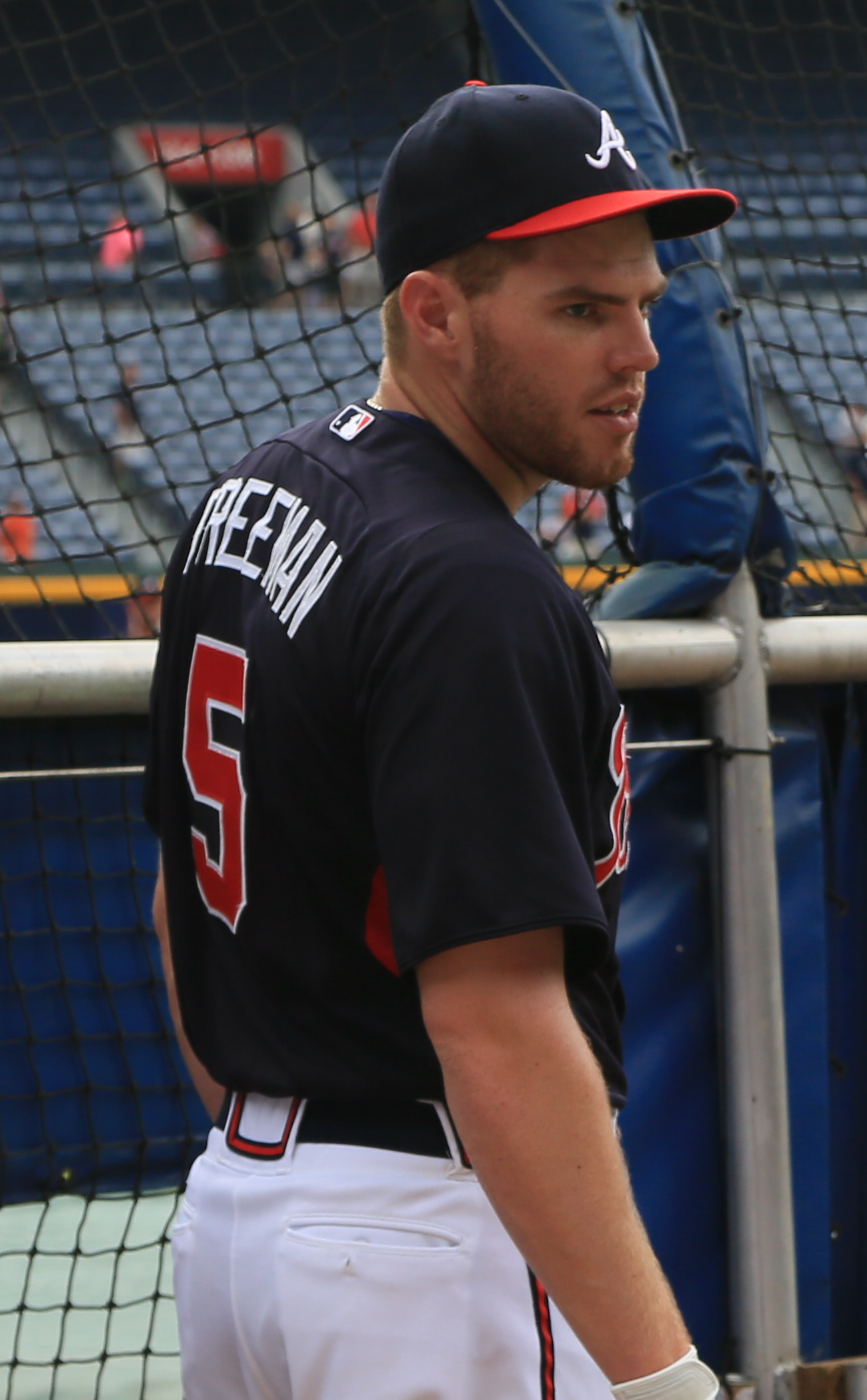
已入選3次MLB最佳陣容的弗萊迪·弗里曼

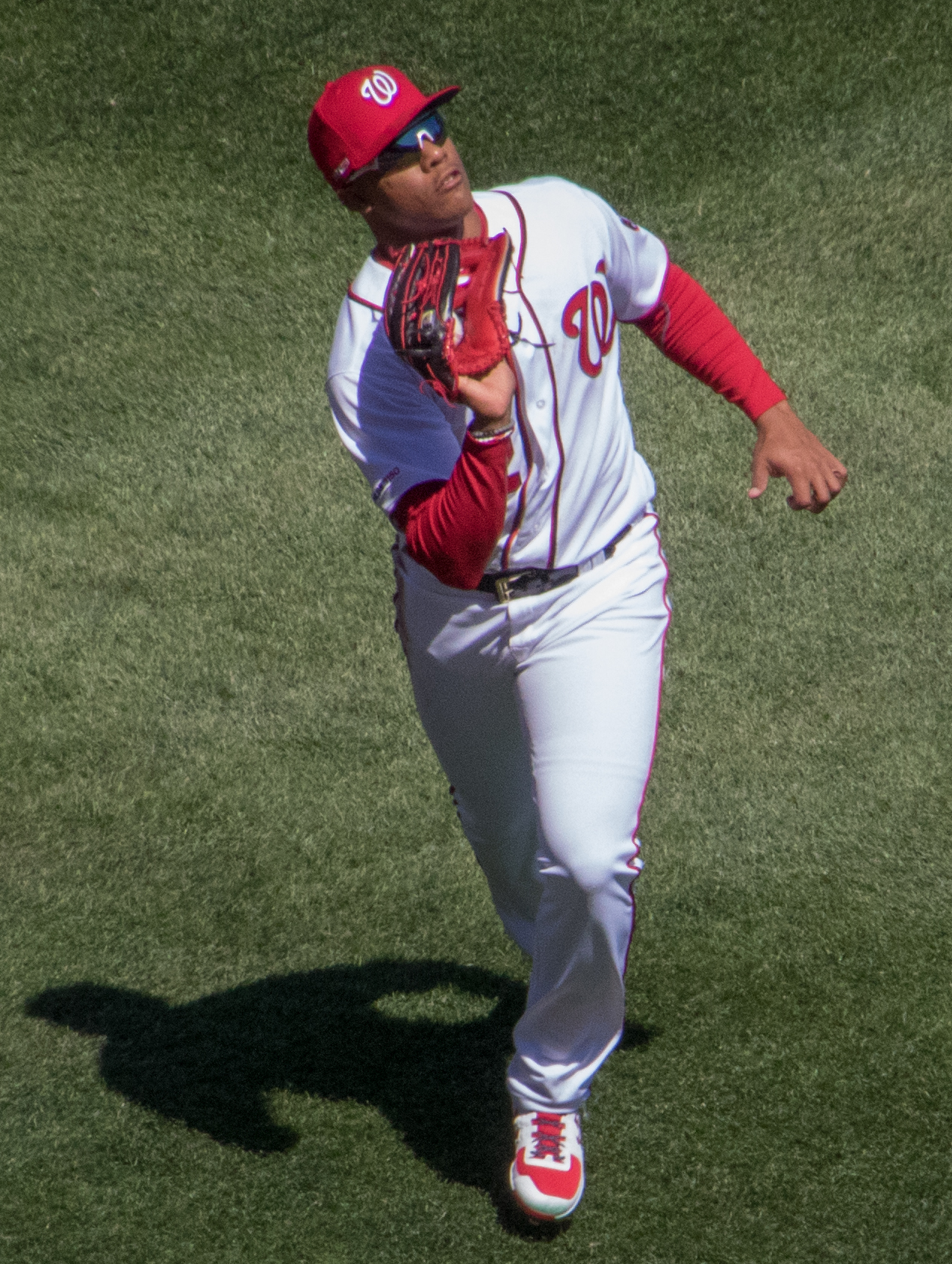
已入選3次MLB最佳陣容的胡安·索托

| ^             | 現役球員                         |
| 球員（數字）  | 括號中的數字代表該球員入選的次數 |
| 球員 (粗體字) | 該年度的年度MVP得主              |
| 球員 (斜體字) | 該年度的賽揚獎得主               |

| 球季   | 位置     | 第一隊                    | 第一隊                | 第二隊                  | 第二隊                      |
| 球季   | 位置     | 球員                      | 球隊                  | 球員                    | 球隊                        |
| ------ | -------- | ------------------------- | --------------------- | ----------------------- | --------------------------- |
| 2019年 | 捕手     | J·T·瑞爾穆托^             | 費城費城人            | 亞斯曼尼·葛蘭多^        | 密爾瓦基釀酒人              |
| 2019年 | 一壘手   | 彼特·阿隆索^              | 紐約大都會            | 弗萊迪·弗里曼^          | 亞特蘭大勇士                |
| 2019年 | 二壘手   | D·J·勒馬修^               | 紐約洋基              | 荷西·奧圖維^            | 休士頓太空人                |
| 2019年 | 三壘手   | 安東尼·倫登^              | 華盛頓國民            | 艾力克斯·布萊格曼^      | 休士頓太空人                |
| 2019年 | 游擊手   | 贊德爾·柏加茲^            | 波士頓紅襪            | 馬可斯·塞米恩^          | 奧克蘭運動家                |
| 2019年 | 外野手   | 科迪·貝林傑^              | 洛杉磯道奇            | 小羅納德·阿庫尼亞^      | 亞特蘭大勇士                |
| 2019年 | 外野手   | 麥可·楚奧特^              | 洛杉磯天使            | 穆奇·貝茲^              | 波士頓紅襪                  |
| 2019年 | 外野手   | 克里斯蒂安·葉力奇^        | 密爾瓦基釀酒人        | 胡安·索托^              | 華盛頓國民                  |
| 2019年 | 指定打擊 | 尼爾森·克魯斯             | 明尼蘇達雙城          | 約爾丹·艾爾法瑞茲^      | 休士頓太空人                |
| 2019年 | 先發投手 | 格里特·柯爾^              | 休士頓太空人          | 傑克·弗萊赫提^          | 聖路易紅雀                  |
| 2019年 | 先發投手 | 賈寇伯·迪格隆^            | 紐約大都會            | 扎克·格林基^            | 亞利桑那響尾蛇 休士頓太空人 |
| 2019年 | 先發投手 | 麥斯·薛澤^                | 華盛頓國民            | 查理·莫頓^              | 坦帕灣光芒                  |
| 2019年 | 先發投手 | 史蒂芬·史崔斯伯格^        | 華盛頓國民            | 柳賢振^                 | 洛杉磯道奇                  |
| 2019年 | 先發投手 | 賈斯丁·韋蘭德^            | 休士頓太空人          | 麥克·索羅卡^            | 亞特蘭大勇士                |
| 2019年 | 後援投手 | 賈許·海德^                | 密爾瓦基釀酒人        | 阿羅魯迪斯·查普曼^      | 紐約洋基                    |
| 2019年 | 後援投手 | 克爾比·耶茲^              | 聖地牙哥教士          | 利安·漢崔克斯^          | 奧克蘭運動家                |
| 2020年 | 捕手     | 薩爾瓦多·培瑞茲^          | 堪薩斯市皇家          | J·T·瑞爾穆托^（2）      | 費城費城人                  |
| 2020年 | 一壘手   | 弗萊迪·弗里曼^（2）       | 亞特蘭大勇士          | 荷西·阿布瑞尤^          | 芝加哥白襪                  |
| 2020年 | 二壘手   | D·J·勒馬修^（2）          | 紐約洋基              | 布蘭登·勞爾^            | 坦帕灣光芒                  |
| 2020年 | 三壘手   | 曼尼·馬查多^              | 聖地牙哥教士          | 荷西·拉米瑞茲^          | 克里夫蘭印地安人            |
| 2020年 | 游擊手   | 小費南多·塔提斯^          | 聖地牙哥教士          | 柯瑞·席格^              | 洛杉磯道奇                  |
| 2020年 | 外野手   | 穆奇·貝茲^（2）           | 洛杉磯道奇            | 小羅納德·阿庫尼亞^（2） | 亞特蘭大勇士                |
| 2020年 | 外野手   | 胡安·索托^（2）           | 華盛頓國民            | 麥可·康佛托^            | 紐約大都會                  |
| 2020年 | 外野手   | 麥可·楚奧特^（2）         | 洛杉磯天使            | 麥克·雅澤姆斯基^        | 舊金山巨人                  |
| 2020年 | 指定打擊 | 馬歇爾·歐祖納^            | 亞特蘭大勇士          | 尼爾森·克魯斯（2）      | 明尼蘇達雙城                |
| 2020年 | 先發投手 | 崔佛·鮑爾                 | 辛辛那提紅人          | 格里特·柯爾^（2）       | 紐約洋基                    |
| 2020年 | 先發投手 | 沙恩·比柏^                | 克里夫蘭印地安人      | 克萊頓·克蕭^            | 洛杉磯道奇                  |
| 2020年 | 先發投手 | 達比修有^                 | 芝加哥小熊            | 汀尼爾森·拉梅特^        | 聖地牙哥教士                |
| 2020年 | 先發投手 | 賈寇伯·迪格隆^（2）       | 紐約大都會            | 前田健太^               | 明尼蘇達雙城                |
| 2020年 | 先發投手 | 麥克斯·弗里德^            | 亞特蘭大勇士          | 柳賢振^（2）            | 多倫多藍鳥                  |
| 2020年 | 後援投手 | 尼克·安德森^              | 坦帕灣光芒            | 布萊德·漢德^            | 克里夫蘭印地安人            |
| 2020年 | 後援投手 | 利安·漢崔克斯^（2）       | 奧克蘭運動家          | 戴文·威廉斯^            | 密爾瓦基釀酒人              |
| 2021年 | 捕手     | 薩爾瓦多·培瑞茲^（2）     | 堪薩斯市皇家          | 巴斯特·波西             | 舊金山巨人                  |
| 2021年 | 一壘手   | 小弗拉迪米爾·葛雷諾^      | 多倫多藍鳥            | 弗萊迪·弗里曼^（3）     | 亞特蘭大勇士                |
| 2021年 | 二壘手   | 馬可斯·塞米恩^（2）       | 多倫多藍鳥            | 奧西·艾爾比斯^          | 亞特蘭大勇士                |
| 2021年 | 三壘手   | 奧斯汀·萊利^              | 亞特蘭大勇士          | 拉斐爾·迪佛斯^          | 波士頓紅襪                  |
| 2021年 | 游擊手   | 小費南多·塔提斯^（2）     | 聖地牙哥教士          | 崔亞·特納^              | 華盛頓國民 洛杉磯道奇       |
| 2021年 | 外野手   | 布萊斯·哈波^              | 費城費城人            | 尼克·卡斯提亞諾斯^      | 辛辛那提紅人                |
| 2021年 | 外野手   | 亞倫·賈吉^                | 紐約洋基              | 泰奧斯卡·赫南德茲^      | 多倫多藍鳥                  |
| 2021年 | 外野手   | 胡安·索托^（3）           | 華盛頓國民            | 凱爾·塔克^              | 休士頓太空人                |
| 2021年 | 指定打擊 | 大谷翔平^                 | 洛杉磯天使            | 約爾丹·艾爾法瑞茲^（2） | 休士頓太空人                |
| 2021年 | 先發投手 | 沃克·布勒^                | 洛杉磯道奇            | 麥克斯·弗里德^（2）     | 亞特蘭大勇士                |
| 2021年 | 先發投手 | 柯賓·伯恩斯^              | 密爾瓦基釀酒人        | 凱文·高斯曼^            | 舊金山巨人                  |
| 2021年 | 先發投手 | 格里特·柯爾^（3）         | 紐約洋基              | 大谷翔平^（2）          | 洛杉磯天使                  |
| 2021年 | 先發投手 | 羅比·瑞伊^                | 多倫多藍鳥            | 胡立歐·烏瑞亞斯^        | 洛杉磯道奇                  |
| 2021年 | 先發投手 | 麥斯·薛澤^（2）           | 華盛頓國民 洛杉磯道奇 | 薩克·惠勒^              | 費城費城人                  |
| 2021年 | 後援投手 | 賈許·海德^（2）           | 密爾瓦基釀酒人        | 萊塞爾·伊格萊西亞斯^    | 洛杉磯天使                  |
| 2021年 | 後援投手 | 利安·漢崔克斯^（3）       | 芝加哥白襪            | 肯利·簡森^              | 洛杉磯道奇                  |
| 2022年 | 捕手     | J·T·瑞爾穆托^（3）        | 費城費城人            | 威爾·史密斯             | 洛杉磯道奇                  |
| 2022年 | 一壘手   | 保羅·高施密特^            | 聖路易紅雀            | 弗萊迪·弗里曼^（4）     | 洛杉磯道奇                  |
| 2022年 | 二壘手   | 荷西·奧圖維^（2）         | 休士頓太空人          | 安德列斯·席曼尼茲^      | 克里夫蘭守護者              |
| 2022年 | 三壘手   | 曼尼·馬查多^（2）         | 聖地牙哥教士          | 諾蘭·阿里納多^          | 聖路易紅雀                  |
| 2022年 | 游擊手   | 崔亞·特納^（2）           | 洛杉磯道奇            | 法蘭西斯科·林多爾^      | 紐約大都會                  |
| 2022年 | 外野手   | 穆奇·貝茲^（3）           | 洛杉磯道奇            | 胡立歐·羅德里奎茲^      | 西雅圖水手                  |
| 2022年 | 外野手   | 亞倫·賈吉^（2）           | 紐約洋基              | 凱爾·舒瓦伯^            | 費城費城人                  |
| 2022年 | 外野手   | 麥可·楚奧特^（3）         | 洛杉磯天使            | 凱爾·塔克^（2）         | 休士頓太空人                |
| 2022年 | 指定打擊 | 約爾丹·艾爾法瑞茲^（3）   | 休士頓太空人          | 大谷翔平^（3）          | 洛杉磯天使                  |
| 2022年 | 先發投手 | 山迪·艾爾康塔拉^          | 邁阿密馬林魚          | 迪蘭·希斯^              | 芝加哥白襪                  |
| 2022年 | 先發投手 | 艾列克·馬諾亞^            | 多倫多藍鳥            | 麥克斯·弗里德^（3）     | 亞特蘭大勇士                |
| 2022年 | 先發投手 | 大谷翔平^（4）            | 洛杉磯天使            | 亞倫·諾拉^              | 費城費城人                  |
| 2022年 | 先發投手 | 弗蘭柏·瓦德茲^            | 休士頓太空人          | 麥斯·薛澤^（3）         | 紐約大都會                  |
| 2022年 | 先發投手 | 賈斯汀·韋蘭德^（2）       | 休士頓太空人          | 胡立歐·烏瑞亞斯^（2）   | 洛杉磯道奇                  |
| 2022年 | 後援投手 | 伊曼紐·克拉塞^            | 克里夫蘭守護者        | 萊恩·海爾斯利^          | 聖路易紅雀                  |
| 2022年 | 後援投手 | 艾德溫·迪亞茲^            | 紐約大都會            | 萊恩·普萊斯利^          | 休士頓太空人                |
| 2023年 | 捕手     | 艾德利·拉奇曼^            | 巴爾的摩金鶯          | 喬納·海姆               | 德州遊騎兵                  |
| 2023年 | 一壘手   | 弗萊迪·弗里曼^（5）       | 洛杉磯道奇            | 麥特·歐森^              | 亞特蘭大勇士                |
| 2023年 | 二壘手   | 馬可斯·塞米恩^（3）       | 德州遊騎兵            | 奧西·艾爾比斯^（2）     | 亞特蘭大勇士                |
| 2023年 | 三壘手   | 奧斯汀·萊利^（2）         | 亞特蘭大勇士          | 荷西·拉米瑞茲^（2）     | 克里夫蘭守護者              |
| 2023年 | 游擊手   | 柯瑞·席格^（2）           | 德州遊騎兵            | 法蘭西斯科·林多爾^（2） | 紐約大都會                  |
| 2023年 | 外野手   | 柯賓·卡洛爾^              | 亞利桑那響尾蛇        | 亞倫·賈吉^（3）         | 紐約洋基                    |
| 2023年 | 外野手   | 穆奇·貝茲^（4）           | 洛杉磯道奇            | 阿多利斯·賈西亞^        | 德州遊騎兵                  |
| 2023年 | 外野手   | 小羅納德·阿庫尼亞^（3）   | 亞特蘭大勇士          | 凱爾·塔克^（3）         | 休士頓太空人                |
| 2023年 | 指定打擊 | 大谷翔平^（5）            | 洛杉磯天使            | 約爾丹·艾爾法瑞茲^（4） | 休士頓太空人                |
| 2023年 | 先發投手 | 格里特·柯爾^（4）         | 紐約洋基              | 凱文·高斯曼^（2）       | 多倫多藍鳥                  |
| 2023年 | 先發投手 | 薩克·賈倫^                | 亞利桑那響尾蛇        | 桑尼·葛雷^              | 辛辛那提紅人                |
| 2023年 | 先發投手 | 布萊克·史涅爾^            | 聖地牙哥教士          | 納坦·艾瓦爾迪^          | 德州遊騎兵                  |
| 2023年 | 先發投手 | 史賓塞·史特萊德^          | 亞特蘭大勇士          | 喬丹·蒙哥馬利^          | 德州遊騎兵                  |
| 2023年 | 先發投手 | 大谷翔平^（6）            | 洛杉磯天使            | 凱爾·布拉迪許^          | 巴爾的摩金鶯                |
| 2023年 | 後援投手 | 賈許·海德^（3）           | 聖地牙哥教士          | 戴文·威廉斯^（2）       | 密爾瓦基釀酒人              |
| 2023年 | 後援投手 | 費利克斯·包提斯塔^        | 巴爾的摩金鶯          | 伊曼紐·克拉塞^（2）     | 克里夫蘭守護者              |
| 2024年 | 捕手     | 威廉·康崔拉斯^            | 密爾瓦基釀酒人        | 薩爾瓦多·培瑞茲^（3）   | 堪薩斯市皇家                |
| 2024年 | 一壘手   | 小弗拉迪米爾·葛雷諾^（2） | 多倫多藍鳥            | 布萊斯·哈波^（2）       | 費城費城人                  |
| 2024年 | 二壘手   | 凱特爾·馬提^              | 亞利桑那響尾蛇        | 荷西·奧圖維^（3）       | 休士頓太空人                |
| 2024年 | 三壘手   | 荷西·拉米瑞茲^（3）       | 克里夫蘭守護者        | 曼尼·馬查多^（3）       | 聖地牙哥教士                |
| 2024年 | 游擊手   | 小鮑比·威特^              | 堪薩斯市皇家          | 法蘭西斯科·林多爾^（3） | 紐約大都會                  |
| 2024年 | 外野手   | 穆奇·貝茲^（5）           | 洛杉磯道奇            | 傑倫·杜蘭^              | 波士頓紅襪                  |
| 2024年 | 外野手   | 亞倫·賈吉^（4）           | 紐約洋基              | 泰奧斯卡·赫南德茲^（3） | 洛杉磯道奇                  |
| 2024年 | 外野手   | 胡安·索托^（4）           | 紐約洋基              | 傑克森·梅瑞爾^          | 聖地牙哥教士                |
| 2024年 | 指定打擊 | 大谷翔平^（7）            | 洛杉磯道奇            | 約爾丹·艾爾法瑞茲^（5） | 休士頓太空人                |
| 2024年 | 先發投手 | 柯賓·伯恩斯^（2）         | 巴爾的摩金鶯          | 迪蘭·希斯^（2）         | 聖地牙哥教士                |
| 2024年 | 先發投手 | 克里斯·塞爾^              | 亞利桑那響尾蛇        | 今永昇太^               | 芝加哥小熊                  |
| 2024年 | 先發投手 | 保羅·史金恩茲^            | 匹茲堡海盜            | 麥可·金恩^              | 聖地牙哥教士                |
| 2024年 | 先發投手 | 塔里克·史庫柏^            | 亞特蘭大勇士          | 塞斯·盧戈^              | 堪薩斯市皇家                |
| 2024年 | 先發投手 | 薩克·惠勒^（2）           | 費城費城人            | 弗蘭柏·瓦德茲^（2）     | 休士頓太空人                |
| 2024年 | 後援投手 | 伊曼紐·克拉塞^（3）       | 克里夫蘭守護者        | 梅森·米勒^              | 奧克蘭運動家                |
| 2024年 | 後援投手 | 萊恩·海爾斯利^（2）       | 聖路易紅雀            | 克爾比·耶茲^（2）       | 德州遊騎兵                  |

## 入選次數排名
以下列表列出入選至少3次MLB最佳陣容的球員，數據統計至2024年球季為止。
| 球員               | Pos   | 次數 | 一隊 | 二隊 |
| ------------------ | ----- | ---- | ---- | ---- |
| 大谷翔平^          | 指/投 | 7    | 5    | 2    |
| 穆奇·貝茲^         | 外野  | 5    | 4    | 1    |
| 弗萊迪·弗里曼^     | 一壘  | 5    | 2    | 3    |
| 約爾丹·艾爾法瑞茲^ | 指定  | 5    | 1    | 4    |
| 格里特·柯爾^       | 先發  | 4    | 3    | 1    |
| 亞倫·賈吉^         | 外野  | 4    | 3    | 1    |
| 胡安·索托^         | 外野  | 4    | 3    | 1    |
| 賈許·海德^         | 後援  | 3    | 3    | 0    |
| 麥可·楚奧特^       | 外野  | 3    | 3    | 0    |
| 伊曼紐·克拉塞^     | 後援  | 3    | 2    | 1    |
| 利安·漢崔克斯^     | 後援  | 3    | 2    | 1    |
| 曼尼·馬查多^       | 三壘  | 3    | 2    | 1    |
| 薩爾瓦多·培瑞茲^   | 捕手  | 3    | 2    | 1    |
| J·T·瑞爾穆托^      | 捕手  | 3    | 2    | 1    |
| 麥斯·薛澤^         | 先發  | 3    | 2    | 1    |
| 馬可斯·塞米恩^     | 二游  | 3    | 2    | 1    |
| 小羅納德·阿庫尼亞^ | 外野  | 3    | 1    | 2    |
| 荷西·奧圖維^       | 二壘  | 3    | 1    | 2    |
| 麥克斯·弗里德^     | 先發  | 3    | 1    | 2    |
| 荷西·拉米瑞茲^     | 三壘  | 3    | 1    | 2    |
| 法蘭西斯科·林多爾^ | 游擊  | 3    | 0    | 3    |
| 凱爾·塔克^         | 外野  | 3    | 0    | 3    |